# Seychelle-szigeteki poszáta
A Seychelle-szigeteki poszáta (Bebrornis sechellensis) vagy (Acrocephalus sechellensis) a madarak osztályának a verébalakúak (Passeriformes) rendjéhez, ezen belül a nádiposzátafélék (Acrocephalidae) családjához tartozó faj.
Közeli rokona az Acrocephalus nembe sorolt nádiposzáta-fajoknak, sokszor azonos nembe is sorolják azokkal. Legközelebbi rokonfaja a Rodriguez szigeten élő rodriguezi nádiposzáta (Bebrornis rodericana) mely a Bebrornis nem másik faja.

## Előfordulása
A faj a Seychelle-szigeteken endemikus faj. A szigetcsoport négy szigetén, Aride, Cousin, Cousine és Denis szigetén él.

## Megjelenése
Testhossza 14 centiméter. Mint a nádiposzáták általában ez a faj is eléggé jellegtelen megjelenésű. Testének felső része olajzöld, alul sárgásszürke színű. Hosszú lábai és hosszú, keskeny csőre kékes színű. A fiatal madarak sötétebb színűek és mellük cseppfoltos. Röpte eléggé gyenge.

## Életmódja
A faj mangrove erdőkben, partvidéki erdők aljnövényzetében és pálmabozótosokban él.
Rovarokkal, pókokkal táplálkozik, melyeket röptében fog el vagy a talajon gyűjt össze.

## Szaporodása
A hím és a nőstény monogám párkapcsolatban él. A költési időszak során sokszor az előző fészekalj még nem költő fiatal egyedei is segítenek a fiókák felnevelésében.
A fészek mangrovefákon, bozótosban vagy bambusz sűrűségben épül egy-öt méter magasra. Anyaga többnyire száraz fű. A tojó egyszerre csak egy tojást rak, melyet 15 napa alatt költ ki. A fészkelési időszak októbertől márciusig tart. a fióka 20-28 napos korában hagyja el a fészket.
A faj szaporodási különlegességé, hogy a fészkelőhely táplálékellátottságának függvénye az utódok neme. A rossz táplálékellátottságú területeken a kikelő utódok zöme hím, melyek a kirepülést követően elhagyják szüleik territóriumát és onnan jelentős távolságban igyekeznek új territóriumot foglalni maguknak. Ezzel szemben a jó táplálékellátottságú területeken élő párok utódai zömében nőstények, melyek kirepülésük után akár még három évig is szüleik birtokán maradnak és segítenek a következő nemzedék felnevelésében.

## Természetvédelmi helyzete
A fajt, mint a szigeti fajok többségét rendkívül károsan érintette az emberi jelenlét. Eredeti élőhelyének javát megsemmisítették, hogy azok helyén kókuszültetvényeket létesítsenek. 1965-re már csak Cousin szigetén voltak élő egyedei a fajnak, mintegy 30 madár. 1968-ban a Nemzetközi Madárvédelmi Társasaság (ICBP) megvásárolta a szigetet és nekikezdtek a védelmi munkálatoknak. A kókuszültetvényeket felszámolták és a helyükön megjelenő őshonos vegetációt megóvták. Később telepítettek át egyedeket az Aride, a Cousine és Denis szigetre is.
Ezeknek az intézkedéseknek következtében a faj állománya 1997-re 2060 egyedre nőtt. Mára mintegy 2500 egyede él a fajnak.